# Thomas-Dehler-Preis (Bundesministerium für innerdeutsche Beziehungen)
Der Thomas-Dehler-Preis war ein Literaturpreis, den das Bundesministerium für gesamtdeutsche Fragen  (ab Oktober 1969: Bundesministerium für innerdeutsche Beziehungen) 1967 stiftete und von 1968 bis 1989 vergab. Namensgeber war der deutsche Politiker Thomas Dehler.

## Bestimmung, Preisgeld und -träger, Werke
Das Ministerium würdigte mit diesem Preis literarische Arbeiten, die die Teilung Deutschlands behandelten; Thema, Sprache und Stil sollten sich auf sie beziehen.
Folgende Personen wurden geehrt:
| Jahr | Preisgeld (DM) | Preisträger                      | Werk                                                                                         |
| ---- | -------------- | -------------------------------- | -------------------------------------------------------------------------------------------- |
| 1968 | 10.000         | Ernst Richert und Jochen Ziem    | Arbeiten zur DDR-Forschung (Richert); Die Einladung (Ziem)                                   |
| 1969 | 10.000         | Alfred Kantorowicz               | Literarisches und publizistisches Gesamtwerk                                                 |
| 1970 | 10.000         | Horst Krüger                     | Schriftstellerisches Gesamtwerk, insbesondere: Das zerbrochene Haus und Deutsche Augenblicke |
| 1973 | 20.000         | Joachim Fest                     | Das Gesicht des Dritten Reiches und Hitler. Eine Biographie                                  |
| 1978 | 20.000         | Peter Weiss                      | Gesamtwerk                                                                                   |
| 1987 | 20.000         | Sascha Anderson und Jürgen Fuchs |                                                                                              |
| 1989 | 30.000         | Hans Joachim Schädlich           | Versuchte Nähe und Der Sprachabschneider                                                     |

1977 lehnte Sarah Kirsch den ihr angetragenen Preis mit der Begründung ab, sie wolle sich politisch nicht vereinnahmen lassen.

## Jury
Die Auswahl für den Preis nahm eine unabhängige Jury vor. Carola Stern leitete diese 1969, Marcel Reich-Ranicki die von 1970 und von 1978.